# 蘭伯特湖 (緬因州)
蘭伯特湖（英語：Lambert Lake）是位於美國緬因州華盛頓縣的一個非建制地區。

## 地理
蘭伯特湖所處的海拔為高於海平面134米（即440英呎），而該地所採用的時區為UTC-5，即北美东部時區（EST）。同時該地設有夏令時間，為UTC-5調快一小時，即UTC-4（EDT）。